# Melvin Hochster

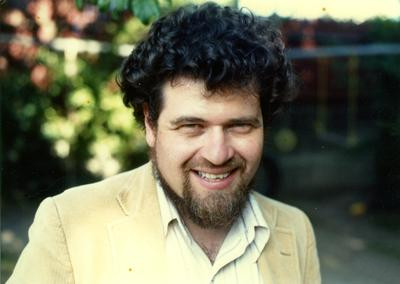
Melvin Hochster

Melvin Hochster (* 2. August 1943 in Brooklyn, New York) ist ein US-amerikanischer Mathematiker, der auf dem Gebiet der kommutativen Algebra herausragende Beiträge geleistet hat. Er ist derzeit Jack-E.-McLaughlin-Distinguished-University-Professor für Mathematik an der University of Michigan in Ann Arbor.
Hochster besuchte die Stuyvesant High School, an der er Kapitän des Mathematik-Teams war. Er gewann 1960 den Putnam-Wettbewerb, erhielt 1964 seinen B.A. von der Harvard University und 1967 seinen Doktor von der Princeton University unter Gorō Shimura für eine Arbeit, die das Spektrum eines Noetherschen Ringes charakterisiert. Er bekleidete von 1967 bis 1973 Positionen an der University of Minnesota und danach bis 1977 eine Professorenstelle an der Purdue University. 1976 kam er zunächst als Gastprofessor an die University of Michigan. Hochster erhielt 1980 den Colepreis (neben Michael Aschbacher), 1982 ein Guggenheim-Stipendium und ist Mitglied in der National Academy of Sciences und der American Academy of Arts and Sciences seit 1992.
Hochster arbeitet hauptsächlich auf dem Gebiet der kommutativen Algebra, insbesondere zu Moduln über lokalen Ringen. Er bewies wichtige Sätze über Cohen-Macaulay-Ringe, Invariantentheorie und homologische Algebra. Der Satz von Hochster-Roberts besagt, dass der Invariantenring einer linearen reduktiven Gruppe Cohen-Macaulay ist. Ein Großteil seiner Arbeiten bezieht sich auf homologische Vermutungen, von denen er viele im Fall, dass die Ringe einen Körper enthalten, bestätigen konnte, indem er die Existenz von sogenannten großen Cohen-Macaulay-Moduln nachwies. Ein weiterer Schwerpunkt ist die Beweistechnik der Reduktion auf positive Charakteristik. In diese Richtung geht auch die Theorie des tight closure (etwa 'straffer Abschluss'), die Hochster 1986 zusammen mit Craig Huneke einführte und die eine Vielzahl von Anwendungen in der homologischen Algebra, der kommutativen Algebra und der algebraischen Geometrie hat.
Hochster betreute mehr als dreißig Doktoranden, wozu auch Karen Smith gehört.
1978 war er Invited Speaker auf dem Internationalen Mathematikerkongress in Helsinki (Cohen-Macaulay rings and modules).
In seiner Freizeit spielt er gerne Bridge.

## Schriften
- Rings of invariants of tori, Cohen-Macaulay rings generated by monomials, and polytopes, Annals of Math. 96 (1972), 318–337
- Cohen-Macaulay modules, in Conference on Commutative Algebra (Lawrence, Kansas, 1972), Lecture Notes in Mathematics. 311, Springer-Verlag, Berlin, 1973, S. 120–152.
- Cohen-Macaulay rings, combinatorics, and simplicial complexes, in Proceedings of the Second Oklahoma Ring Theory Conference (March 1976), Marcel-Dekker, New York, 1977, S. 171–223.
- Topics in the homological theory of modules over commutative rings, CBMS Regional Conference, Lincoln (Nebraska) 1974, American Mathematical Society 1975
- Big and small Cohen-Macaulay modules, in Proceedings of the Special Session on Module Theory (Seattle, Aug. 1977), Lecture Notes in Mathematics 700, Springer 1979, 119–142
- mit Craig Huneke: Tightly closed ideals, Bulletin AMS, 18, 1988, 45–48
- mit Craig Huneke: Tight closure, in Commutative Algebra, Math. Sci. Research Inst. Publ. 15, Springer-Verlag, New York-Berlin-Heidelberg, 1989, 305–324.
- mit Craig Huneke: Tight closure, invariant theory, and the Briançon–Skoda theorem, Journal of the American Mathematical Society 3 (1), 1990, S. 31–116.
- mit Craig Huneke: Infinite integral extensions and big Cohen-Macaulay algebras, Annals of Math. 135 (1992), 53–89.
- mit Craig Huneke: Phantom Homology, Memoirs American Mathematical Society 103, 1993, 1–91
- Homological conjectures, old and new, Illinois J. Math. 51 (2007) 151–169.